# SN 2001ar
SN 2001ar – supernowa odkryta 15 marca 2001 roku w galaktyce A144053-0039. W momencie odkrycia miała maksymalną jasność 18,70m.